# Orchestra Filarmonica di Helsinki
L'Orchestra filarmonica di Helsinki (finlandese: Helsingin kaupunginorkesteri, svedese: Helsingfors stadsorkester) è un'orchestra che ha sede ad Helsinki. La sua sala da concerto principale è la Sala Finlandia.
L'orchestra è stata fondata nel 1882 da Robert Kajanus sotto  il nome di Società orchestrale di Helsinki, con l'aiuto di due benestanti uomini d'affari. Kajanus ha diretto l'orchestra per i primi cinquanta anni della sua storia. L'Orchestra filarmonica di Helsinki è stata la prima orchestra stabile della Scandinavia. Nel 1914 si è accorpata alla sua principale rivale, l'Orchestra sinfonica di Helsinki, assumendo la denominazione corrente. Fino al 1962 è stata l'orchestra dell'Opera Nazionale Finlandese.
Leif Segerstam ha diretto l'orchestra dal 1995 al 2007 ed è ora primo direttore emerito. John Storgårds, primo direttore ospite dell'orchestra dal 2003, ha succeduto Segerstam quale primo direttore dal 2008, con un contratto quadriennale.

## Direttori
- Robert Kajanus (1882–1932)
- Georg Schnéevoigt (1932–1940)
- Armas Järnefelt (1942–1943)
- Martti Similä (1945–1951)
- Tauno Hannikainen (1951–1963)
- Jorma Panula (1965–1972)
- Paavo Berglund (1975–1979)
- Ulf Söderblom (1978–1979)
- Okko Kamu (1981–1989)
- Sergiu Comissiona (1990–1994)
- Leif Segerstam (1995–2007)
- John Storgårds (2008-oggi)
- Susanna Mälkki (2016–present)